# Vesthjelmen
Vesthjelmen är en bergstopp i Antarktis. Den ligger i Östantarktis. Norge gör anspråk på området. Toppen på Vesthjelmen är 1 364 meter över havet, eller 368 meter över den omgivande terrängen. Bredden vid basen är 3,1 km.
Terrängen runt Vesthjelmen är platt västerut, men österut är den kuperad. Trakten är obefolkad. Det finns inga samhällen i närheten.